# زمین‌لرزه ۱۹۶۰ والدیویا
زمین‌لرزهٔ ۱۹۶۰ والدیویا یا زمین‌لرزهٔ بزرگ شیلی در تاریخ ۲۲ مه ۱۹۶۰ میلادی، برابر با ‎۱ خرداد ۱۳۳۹، ساعت ۱۹:۱۱:۱۷ به زمان یوتی‌سی در شیلی، منطقه والدیویا رخ داد و به مدت ۱۰ دقیقه مناطق یاد شده را به لرزه درآورد. این زمین‌لرزه قدرتمندترین و طولانی ترین زمین‌لرزه  ثبت شده در تاریخ از زمان اختراع دستگاه زلزله نگار است. ژرفای این زلزله ۳۵ کیلومتر و بزرگی آن ۹٫۵ در مقیاس Mw اعلام شده‌است. زمین‌لرزه به وقت محلی در روز یکشنبه، ساعت ۱۵ روی داده و منطقه زمانی آن یوتی‌سی -۴ بوده‌است (با لحاظ تغییر ساعت تابستانی).
سازمان زمین‌شناسی آمریکا نیز جای این زمین‌لرزه را در مختصات ۳۹°۳۰′جنوبی ۷۴°۳۰′غربی / ۳۹٫۵°جنوبی ۷۴٫۵°غربی و بزرگی آن را برابر با ۹٫۵ در مقیاس ریشتر اعلام کرده‌است. ژرفای گزارش شده از سوی این سازمان ۳۳ کیلومتر می‌باشد. تعداد تلفات جانی و مالی ناشی از این فاجعه گسترده به صورت قطعی مشخص نیست. این در حالی است که در گزارشی جداگانه، تعداد مجروحان ۳۰۰۰ نفر برآورده شده‌است. سونامی نیز در این زلزله گزارش شده‌است.
تخمین‌های مختلفی از میزان آمار تلفات حاصل از این زلزله و سونامی منتشر گردید که به میزان ارقامی در حدود ۱۰۰۰ تا ۶۰۰۰ کشته اشاره داشته‌است. منابع مختلف خسارات این زلزله را معادل ۴۰۰ تا ۸۰۰ میلیون دلار تخمین زدند که با توجه به نرخ تورم دلار در سال ۲۰۱۹، رقمی معادل ۳/۴۶ تا ۶/۹۱ میلیارد دلار را به ثبت رسانده‌است.

## نگارخانه

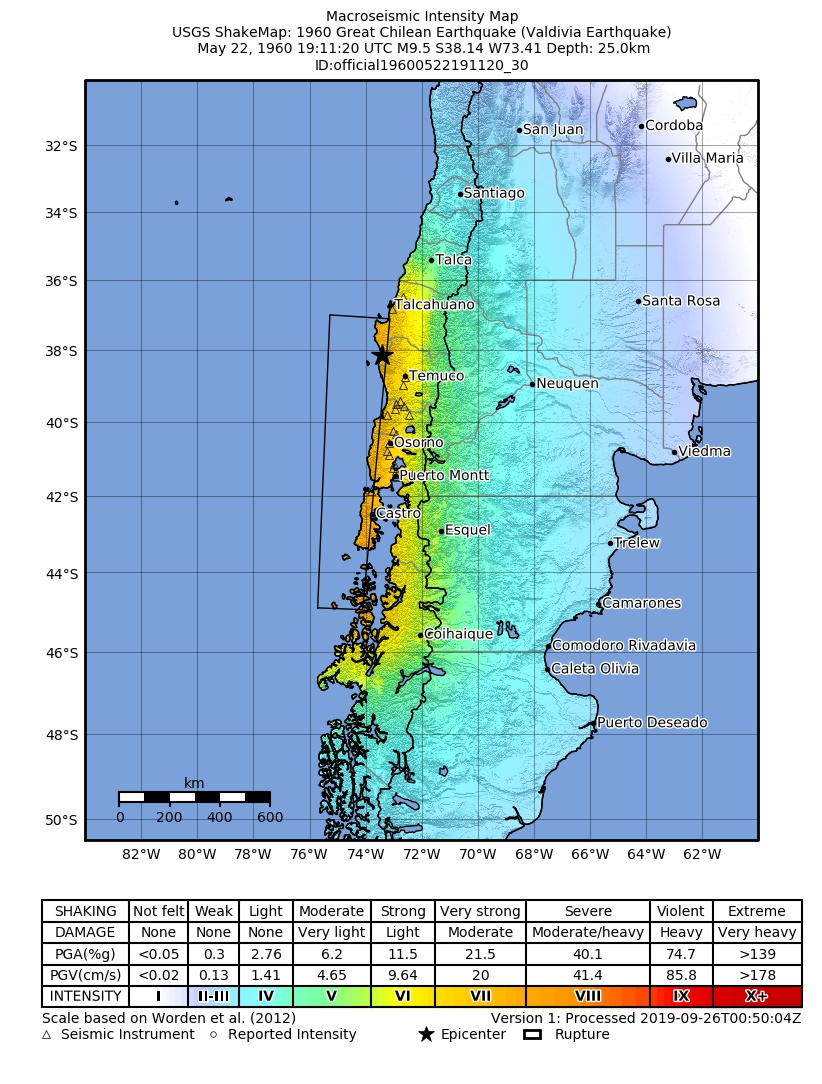
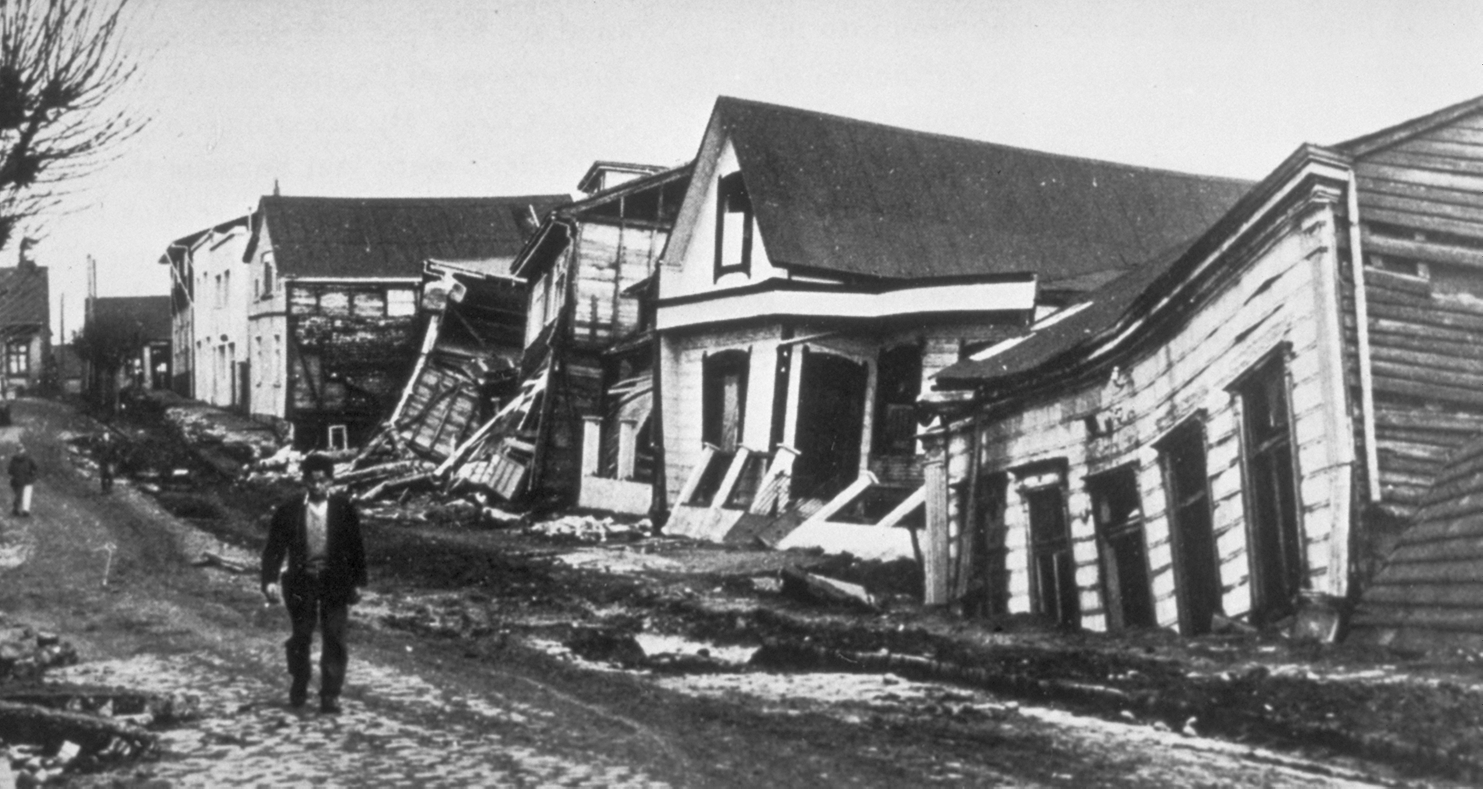
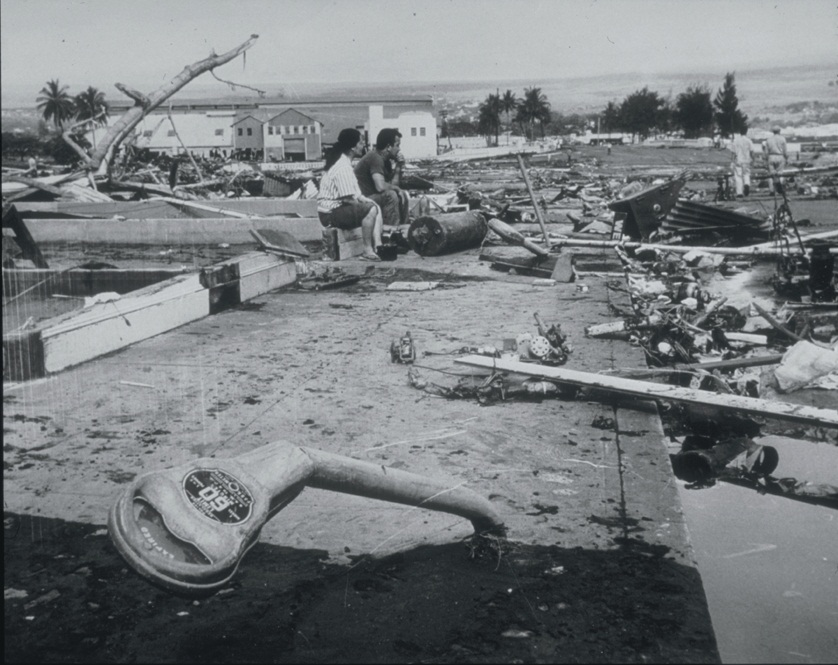
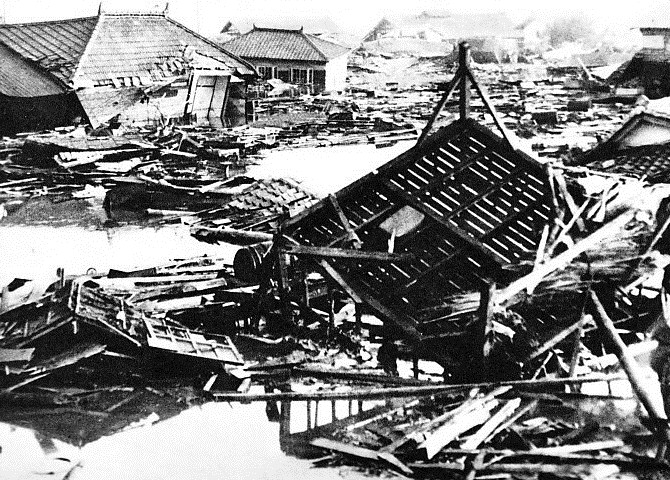
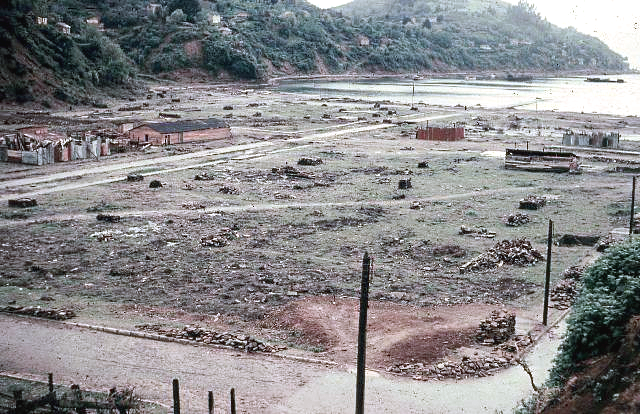
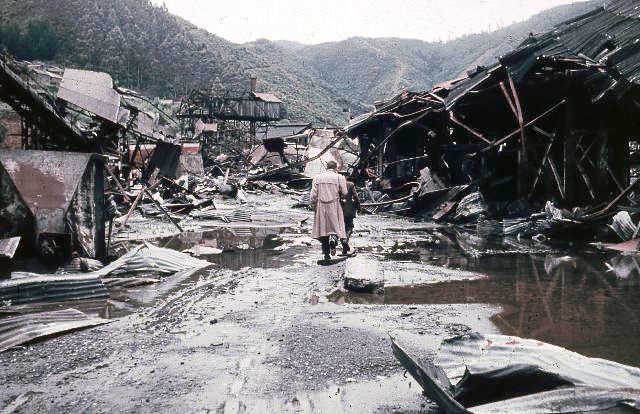